# Békéssámson
Békéssámson är en ort i Ungern. Den ligger i provinsen Békés, i den centrala delen av landet, 170 km sydost om huvudstaden Budapest. Békéssámson ligger 85 meter över havet och antalet invånare är 2 581.